# Binishell

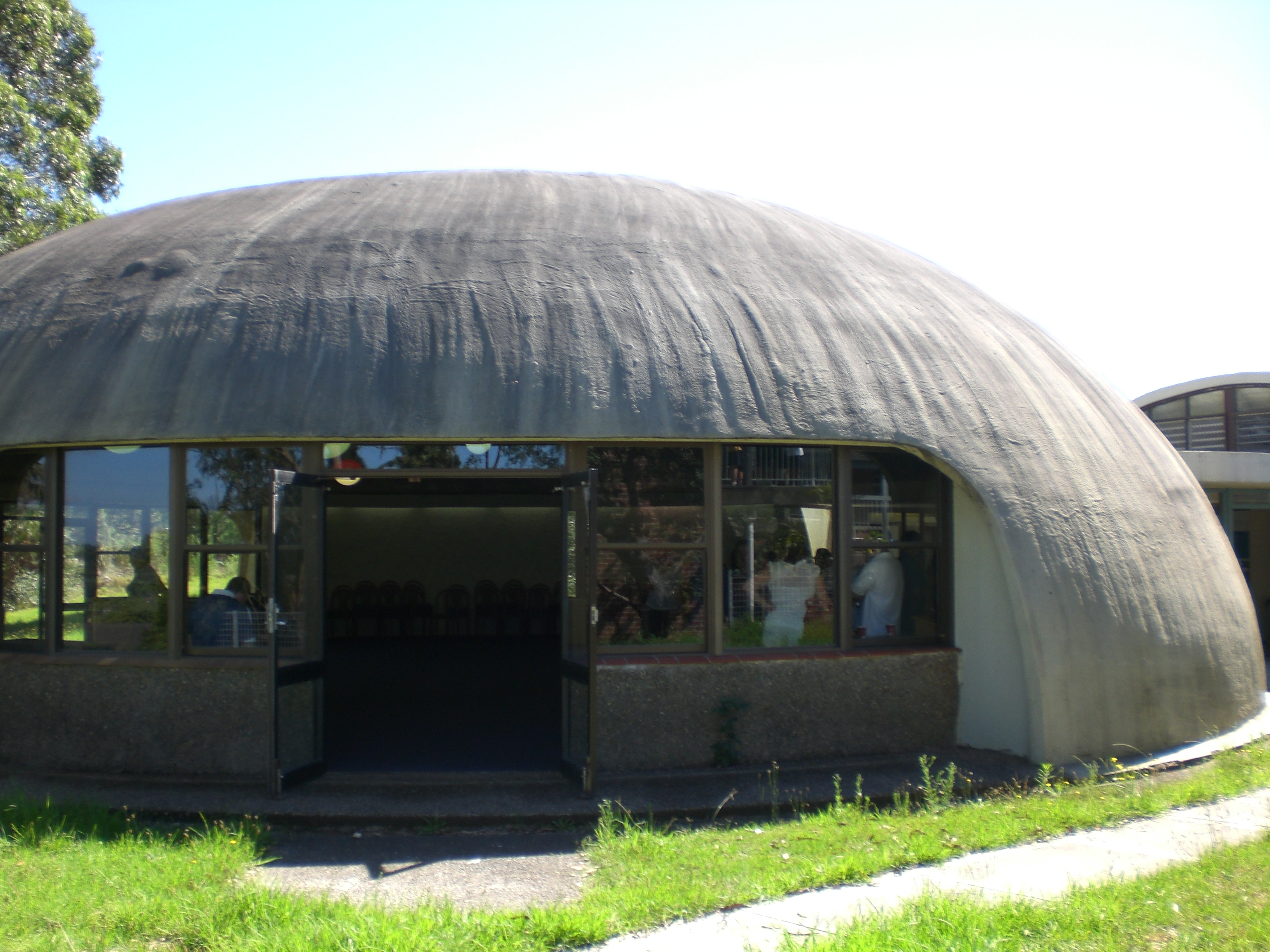
Una struttura realizzata con la tecnica Binishell

Binishell è una tecnica costruttiva - ideata negli anni sessanta, da Dante Bini - che permette la realizzazione di strutture a forma di cupola con tempi e costi di realizzazione contenuti. Questa modalità costruttiva permette di avere, inoltre, un minore impatto ambientale rispetto ad altre tecniche e si stima che, in tutto il mondo, siano più di millecinquecento le strutture costruite con la Binishell.

## Storia
Dante Bini, durante una partita di tennis tenuta dentro una struttura coperta, teorizzò le basi che avrebbero portato alla realizzazione della Binishell, ossia l'utilizzo di aria compressa per plasmare un edificio a forma di cupola, in cemento armato, che avrebbe potuto avere le dimensioni paragonabili a quelle del pantheon.
L'utilizzo di questa tecnica costruttiva venne implementata nel suo Paese, per poi essere utilizzata anche negli Stati Uniti e in Australia. In quest'ultimo paese vennero costruiti diversi edifici con questa tecnica, alcuni dei quali vennero successivamente demoliti. Un complesso scolastico sito nel Nuovo Galles del Sud è stato inserito nella heritage list dello Stato.